# Ignacio Rodríguez Ortiz
Ignacio Rodríguez Ortiz, més conegut com a Nacho Rodríguez (Laredo, 6 de novembre de 1982) és un futbolista càntabre, que juga com a davanter. Ha estat internacional amb la selecció espanyola sub-17.

## Trajectòria esportiva
Es va formar a les categories inferiors del Reial Oviedo, passant posteriorment a les del Racing de Santander. Amb el conjunt càntabre debuta a primera divisió a la campanya 01/02, jugant un partit. A la temporada següent hi disputaria d'altres dos.
Sense continuïtat en el Racing, el davanter inicia un recorregut per nombrosos equips de Segona B: Reial Oviedo, FC Cartagena, CD Logroñés… L'estiu del 2008 marxa a la lliga austriaca per militar a l'SV Ried.

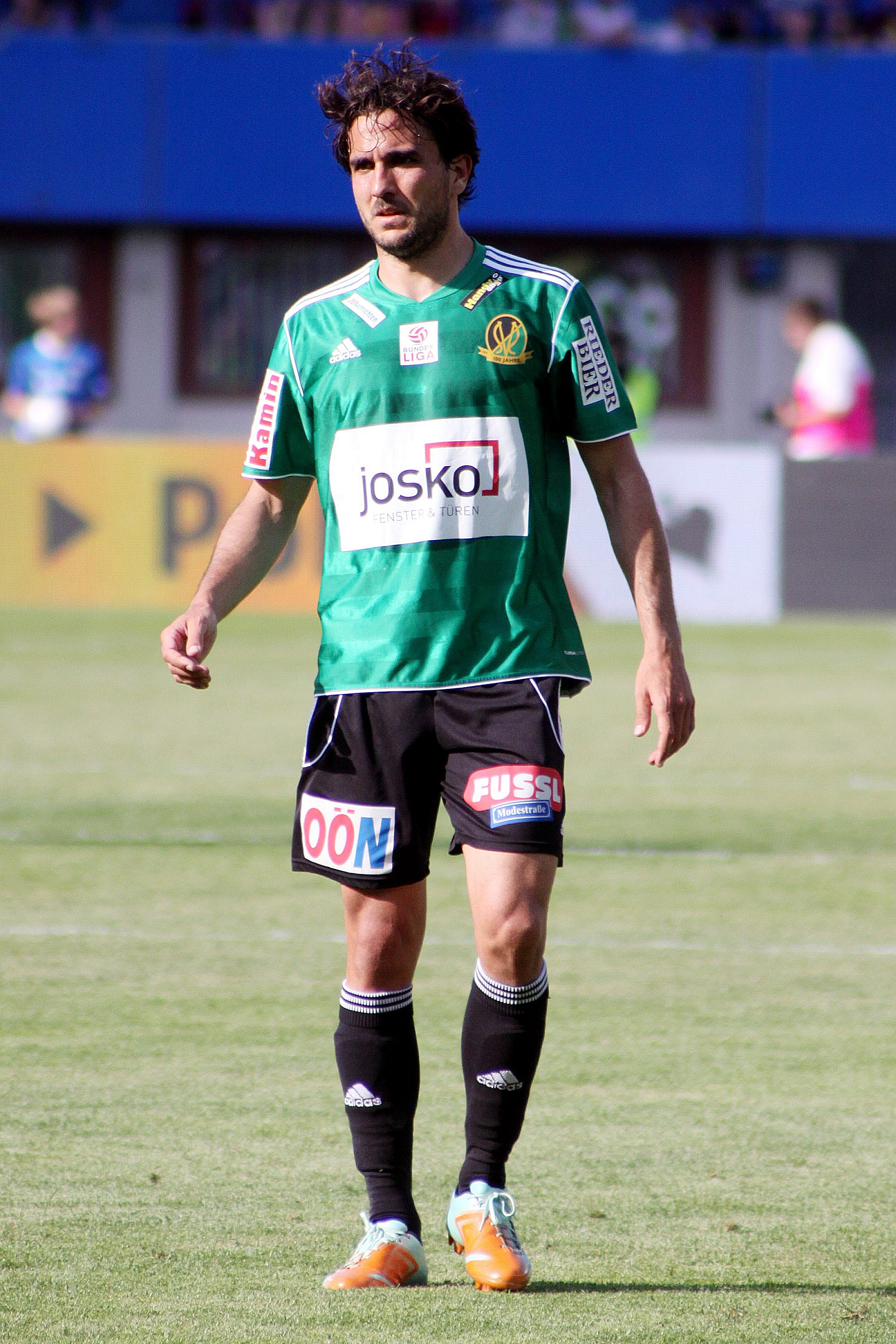
Nacho Rodríguez, jugant amb l'SV Ried la temporada 2011-12.